# Cochlespira radiata
Cochlespira radiata är en snäckart som först beskrevs av Dall 1889.  Cochlespira radiata ingår i släktet Cochlespira och familjen Cochlespiridae. Inga underarter finns listade i Catalogue of Life.